# Atrio sinistro

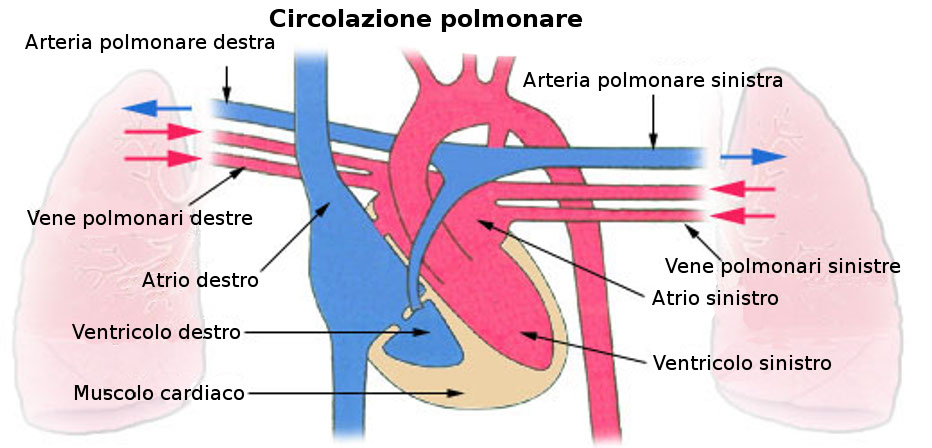
Diagramma del sistema di circolazione polmonare

L'atrio sinistro è un po' più piccolo di quello destro, allungato trasversalmente e in un piano posteriore. In esso sboccano, sulla parete posteriore, le quattro vene polmonari che portano il sangue ossigenato proveniente dai polmoni, due a destra e due a sinistra, delimitando il vestibolo dell'atrio sinistro.
Come per l'atrio destro si distinguono convenzionalmente sei pareti, sempre nel cuore in situ: posteriore, anteriore, inferiore, superiore, laterale e mediale. Nella parete posteriore la concavità esterna determinata dall'esofago (nota come impronta esofagea) provoca all'interno una convessità che si pone al centro fra lo sbocco delle vene polmonari destre e sinistre, che non hanno valvole, e delimitano il cosiddetto vestibolo. La parete superiore è in qualche modo il tetto dell'atrio.
La parete mediale è comune a quella dell'atrio destro ed è leggermente depressa nell'area che corrisponde alla fossa ovale.
Sulla parete dell'atrio si trovano gli orifizi di sbocco di alcune vene cardiache minime. Anteriormente vi è la parete inferiore dell'atrio, con l'ampio ostio atrio-ventricolare sinistro occupato dalla valvola mitrale. La parete laterale presenta l'auricola sinistra dall'aspetto rugoso per la presenza di numerosi muscoli pettinati che, tuttavia, risultano di dimensioni minori rispetto alla controparte destra. Nel complesso le pareti dell'atrio non presentano ulteriori rilievi muscolari , per cui sono lisce.